# Sérgio Rezende
Sérgio Rezende, né à Rio de Janeiro en 1951, est un cinéaste et scénariste brésilien. 
Venu au cinéma dans les années qui suivirent le mouvement Cinema Novo, il se fit un nom avec ce qui sera en quelque sorte sa marque de fabrique : des films biographiques, évocations de fortes personnalités brésiliennes, généralement des figures d’aventuriers dont le parcours est propice à révéler les profondeurs du Brésil et à mettre en lumière les trames de son histoire ; ce sont les films Lamarca (1994, sur le militaire déserteur et guérillero Carlos Lamarca), Mauá - O Imperador e o Rei (1999, sur le capitaine d’industrie Irineu Evangelista de Sousa), Zuzu Angel (2006, sur la couturière Zuzu Angel Jones, frénétiquement à la recherche du cadavre de son fils Stuart, torturé et liquidé par les militaires), et O Homem da Capa Preta (1987, sur l’homme politique hors norme Tenório Cavalcante). Il est également l’auteur en 1997 de Guerra de Canudos, qui prend pour sujet la sanglante guerre de Canudos de 1897, et qui fut aussi diffusé comme minisérie de télévision par TV Globo. 
Il tendra ensuite à se tourner vers des thèmes de l’actualité immédiate, en rapport avec la société brésilienne contemporaine. Salve Geral, de 2009, œuvre de fiction construite à partir d’un fait réel — l’affaire des PCC —, a été proposée (sans succès) par le ministère brésilien de la Culture comme candidat à l’Oscar du meilleur film non anglophone. Dans son dernier film à ce jour, Em Nome da Lei (2016), Rezende se saisit de la figure d’un juge incorruptible (inspiré d’un personnage réel) pour élaborer un polar très brésilien, où abondent les scènes d’action. 
Metteur en scène d’une grande cohérence tant stylistique que thématique, il déclara à propos de la portée politique de son œuvre :

« Je viens d’une génération postérieure au Cinema Novo, qui plaça le Brésil au centre du cinéma brésilien. Faire des films en discutant du Brésil et en le révélant fut une marque très importante de ce mouvement. Et, d’une certaine manière, ils voulaient changer quelque chose. Lorsque j’ai commencé à faire du cinéma, cette question de construire un pays meilleur, plus juste, avait gardé tout son sens. Et aujourd’hui, à l’époque où je me suis plongé dans le projet Zuzu, cela a de nouveau du sens. Mais un film est un objet d’art, et pour l’art, il importe plus d’entraîner que de persuader. L’art n’est pas un outil de persuasion immédiate. »

## Biographie et Œuvre
Fils des juristes Valério de Rezende et Nilza Perez de Rezende, Sérgio Rezende fut d’abord attiré par la musique, davantage même que par le cinéma, et fut marqué notamment par John Lennon, Janis Joplin, le sambiste Cartola etc., mais pour s’apercevoir bientôt qu’il n’avait pas de talent musical. Après avoir envisagé une carrière d’avocat, il opta finalement pour ce qui avait été sa passion depuis l’enfance, le cinéma, et se mit à fréquenter assidûment les ciné-clubs, s’enthousiasmant en particulier pour les films de Fellini, notamment 8½, qu’il considère comme le plus grand film jamais produit en Europe, et pour le Cinéma américain, e.a. Copolla, et, plus classiquement, John Ford. Ensuite, dans les années 1970, il suivit une formation en cinématographie et dès cette époque réalisa ses premiers travaux, des courts métrages tels que Pra não dizer que não competi de 1974, Leila para sempre Diniz de 1975, et P.S. Te amo de 1977. 
Leila para sempre Diniz fut co-réalisé par Mariza Leão, de qui Rezende avait fait la rencontre pendant les cours de cinéma et qu’il allait épouser. Ensemble, le couple fonda la société productrice de cinéma Morena Filmes, laquelle financera la plupart des œuvres de Rezende, en commençant, en 1980, par le documentaire Até a última gota (litt. Jusqu’à la dernière goutte), qui prend pour sujet le commerce de sang en Amérique latine. Le premier long métrage de fiction vit le jour deux ans plus tard, O Sonho não acabou (litt. le Rêve ne s’arrêta pas), avec dans les rôles principaux Miguel Falabella et Lucélia Santos, et aussi avec Lauro Corona, pour qui ce fut le début au cinéma ; le film met en scène une nouvelle génération de jeunes qui, désireuse d’échapper au conformisme dans la Brasilia des années 1960, expérimente la drogue et finit par participer elle-même au trafic ; un soir, tous se rencontrent en un même lieu, mais chacun connaîtra une destinée différente.
Quatre ans plus tard, en 1986, Rezende accomplit l’un de ses projets les plus importants, souvent considéré comme sa meilleure œuvre, le film biographique O Homem da Capa Preta (litt. l’Homme à la cape noire), qui fut couronné du prix Kikito du meilleur film au festival de Gramado de la même année, tandis qu’en même temps furent distingués les acteurs José Wilker et Marieta Severo, la musique de David Tygel, et Sérgio Rezende lui-même, qui se vit décerner le prix du Jury populaire. Le film évoque la trajectoire de Tenório Cavalcanti, homme politique controversé et réactionnaire de Baixada Fluminense, dans l’État de Rio de Janeiro, qui dans les années 1950 et 1960 défiait, mitraillette à la main, la corruption et les puissants qui dominaient la municipalité ; le personnage, interprété par José Wilker, affirmait avoir le « corps fermé » et exhibait les marques de balles qu’il avait à la poitrine pour démontrer son invincibilité.
O Homem da Capa Preta inaugure ce qui deviendra la marque distinctive de la carrière de réalisateur de Rezende : les ciné-biographies — encore que son œuvre suivante, Doida demais, n’appartient pas à cette catégorie et repose sur une intrigue mélangeant drame, romance et crime, avec dans les rôles principaux Paulo Betti, Vera Fischer, Ítalo Rossi et une fois encore José Wilker ; bâti sur un scénario autour des rapports conflictuels entre une faussaire de tableaux et son associé et amant, le film participa lui aussi à la compétition de Gramado, remportant les prix du Meilleur Second Rôle (pour Ítalo Rossi), de la Meilleure Direction artistique, et de la Meilleure Musique originale et Bande son. Il fut projeté à la 15e édition du Festival international du film de Moscou.
À partir de 1994, Sérgio Rezende produira coup sur coup trois films biographiques : d’abord Lamarca, qui évoque les dernières années de la vie du capitaine Carlos Lamarca (incarné par Paulo Beti), depuis le moment où, sous la dictature militaire, il se détermina en faveur de la révolution armée, envoyant sa femme et ses enfants à Cuba et désertant de l’armée, jusqu’à sa mort en 1971 ; ensuite Guerra de Canudos (1997), qui, s’inspirant de l’ouvrage Hautes Terres (titre portugais Os Sertões) d’Euclides da Cunha, relate l’histoire du chef religieux millénariste Antônio Conselheiro et le sanglant conflit connu sous l’appellation de guerre de Canudos ; et enfin Mauá: O Imperador e o Rei, qui décrit le parcours du gaúcho Irineu Evangelista de Sousa, qui, à l’âge de 9 ans, orphelin de père, se rend à Rio de Janeiro pour y travailler dans le commerce, gagnant, par son impressionnant talent commercial, la confiance de l’homme d’affaires Écossais Richard Carruthers, lequel l’ayant initié aux règles innovantes du libéralisme mais contraint de rentrer en Angleterre quelques années après, place le héros, alors âgé de seulement 22 ans, à la tête de son négoce. Ce film valut au réalisateur de se voir intenter un procès par Jorge Caldeira, auteur de l’ouvrage Mauá: Empresário do Império, qui l’accusa de plagiat, Rezende ayant selon lui repris dans le film des dialogues entiers du livre. À noter que Guerra de Canudos fut la plus grande production cinématographique brésilienne jusqu’à cette date, et en même temps le plus grand succès public du cinéma brésilien de cette année-là, avec quelque 650 mille entrées ; le film fut en compétition au festival de Berlin et passa à la télévision sous forme de mini-série, sur la chaîne TV Globo.
Ses deux œuvres suivantes seront basées sur des histoires fictives. Le film Quase Nada (Presque rien), coproduction avec le Mexique, se compose de trois intrigues distinctes, mais centrées chacune sur le thème de la violence utilisée pour résoudre des problèmes qui en fait auraient pu être réglés par des moyens plus pacifiques. Dans Onde Anda Você, de 2004, apparaît derechef le comédien José Wilker, cette fois aux côtés de l’expérimenté Juca de Oliveira, qui interprète ici le personnage principal, Felício Barreto, ancien acteur, triste et solitaire, qui, en quête d’un nouveau bonheur, se met à imaginer une aventure extravagante, où il retrouve son ancien acolyte de scène et son ancienne épouse, tous deux déjà décédés pourtant, et où Felício est finalement enlevé de la froide São Paulo vers un endroit paradisiaque, y faisant la rencontre d’une femme attrayante.
La floraison du cinéma brésilien permit à Rezende en 2006 de se consacrer à une production techniquement plus hardie. Revenant à sa veine biographique, il tourna Zuzu Angel, film sur la vie de la créatrice de mode Zuleika Angel Jones, dite Zuzu Angel, originaire du Minas Gerais, qui de 1960 à 1970 fit connaître la mode brésilienne à l’étranger, mais se signala d’autre part par la lutte intense qu’elle mena contre le régime militaire après que son fils, le militant Stuart Angel Jones, eut été détenu en mai 1971 par les agents du CISA, puis torturé et assassiné.
En 1992, il mit en scène la production britannique A Child From the South.
En 2009, avec Salve Geral!, Rezende se lança dans une véritable superproduction, dotée d’un budget de près de 9 millions de R$, et basée sur un événement dramatique de l’histoire brésilienne récente. La prémisse du film est un personnage fictif, Lúcia, professeur de piano, dont le fils adolescent est emprisonné après avoir été impliqué dans un accident de voiture à l’issue mortelle. Ensuite, la réalité historique commence à s’entremêler à l’intrigue quand en effet, derrière les barreaux, le jeune homme rejoint un groupe de détenus appelé Comando, et que la mère, qui visite son fils régulièrement à la prison, va en faire partie également. L’intervention de l’avocate de Comando aidant, Lúcia se mue bientôt en la clef de voûte d’un jeu dangereux, c’est-à-dire, en l’espèce, les attaques orchestrées par la faction terroriste mafieuse PCC (Premier commando de la capitale) le weekend de la fête des mères, en 2006, dans la ville de São Paulo. Le film fut sélectionné pour représenter le Brésil aux Oscars de cette année, mais ne fut pas retenu. Sérgio Rezende indiqua à propos de ce film :

« Mon idée pour ce film est de discuter un peu sur le Brésil, c’est là en effet une chose que j’ai toujours faite dans mon cinéma... Je trouve que le cinéma doit être du divertissement, que d’une façon ou d’une autre il doit émouvoir les gens, mais dans le même temps il doit parler de notre réalité. Je trouve que ces faits qui se sont produits à São Paulo, il y a trois ans, furent, toutes proportions gardées, notre 11 septembre. Nous n’aurions jamais pu imaginer que la plus grande ville d’Amérique latine  pût être paralysée et vivre dans la terreur, sous les ordres d’une organisation mise sur pied et dirigée depuis des prisons brésiliennes. Je pense que cette affaire n’est pas une affaire des détenus, de l’État ; c’est une affaire de la société brésilienne tout entière... […] Ceci revient comme un boomerang contre nous-mêmes. »

Le réalisateur précise que ses longs métrages ont aussi pour but d’aider le public à réfléchir sur le Brésil et à le penser, mais cela certes, le cinéma n’étant pas selon lui un instrument de persuasion immédiate, au bout d’un certain temps seulement, après un délai d’incubation :

« Il est nécessaire qu’on soit d’abord mis sur la voie d’une recherche, à partir du sentiment que l’on a sur tel personnage et sur l’histoire. À partir de là, tout est fiction. Je m’efforce de narrer une histoire de telle sorte que le spectateur ensuite, la nuit, et le lendemain, réfléchit à ce qu’il a vu. Le spectateur fait des associations avec sa propre vie, avec la réalité du pays et avec la société. J’ai l’ambition de pouvoir, par le biais des histoires que je raconte au cinéma, participer à la construction du pays. »

Avec son dernier opus en date, Em Nome da lei (Au nom de la loi, 2016), Sérgio Rezende s’essaye pour la première fois dans le genre du polar. Le film met en scène un juge frais émoulu, Vitor, déterminé et quelque peu outrecuidant, incarné par Mateus Solano, qui, impatient de rendre la justice et de le faire en dehors de toute autre considération, est muté vers une zone frontalière dominée par une pègre locale, et décide bientôt d’inculper quelques auteurs de crimes. Ne maîtrisant pas bien les règles, peu enclin à instruire scrupuleusement les affaires et dédaignant trop souvent l’aide d’autrui, son objectif est d’appréhender le plus grand nombre possible de présumés coupables et d’appeler l’attention des médias par des coups de filet spectaculaires. Il s’éprend d’une procureure, interprétée par Paolla Oliveira, et affronte Gómez (Chico Díaz), trafiquant de drogue aux confins du Brésil et du Paraguay. S’étonnant de l’impunité avec laquelle le malfrat poursuit son obscure négoce, Vitor résout, à l’’inverse de ses prédécesseurs, de ne pas laisser les choses suivre leur cours habituel et s’active, en collaboration avec la police fédérale, à contrecarrer les projets de Gómez et à faire en sorte que ce dernier paye pour ses crimes. Si le juge peut s’appuyer sur la procureure et le policier Elton (incarné par Eduardo Galvão), Gómez peut, lui, compter sur la complicité de policiers ripoux, de sénateurs véreux et de tueurs à gages ou de tout type d’homme de main que son argent le met en état d’acheter.

## Filmographie
- 2016 - Em Nome da Lei
- 2009 - Salve Geral (pt)[5]
- 2006 - Zuzu Angel
- 2004 - Onde Anda Você
- 2000 - Quase Nada
- 1999 - Mauá - O Imperador e o Rei
- 1997 - Guerra de Canudos
- 1994 - Lamarca
- 1989 - Doida Demais
- 1986 - O Homem da Capa Preta
- 1982 - O Sonho não Acabou
- 1980 - Até a Última Gota
- 1977 - P.S. Te Amo (court métrage)
- 1975 - Leila Para Sempre Diniz (court métrage sur Leila Diniz)
- 1974 - Pra Não Dizer que Não Competi (court métrage)[6].